# Edris Rice-Wray
Edris Roushan Rice-Wray Simon (Nova York, 21 de gener de 1904 - San Andrés Cholula, 19 de febrer de 1990) va ser una científica i activista nord-americana. Pionera en la recerca mèdica va ajudar a demostrar l'eficàcia de la píndola anticonceptiva oral i va treballar en les primeres recerques sobre la injecció anticonceptiva.
Es va llicenciar en Medicina en l'especialitat de Salut Pública al Vassar College a la Universitat de Michigan i es va especialitzar en Planificació Familiar a la Universitat Northwestern University. Va assistir també a la Universitat Cornell, on va ser membre de l'associació femenina Alpha Phi.

## La píndola

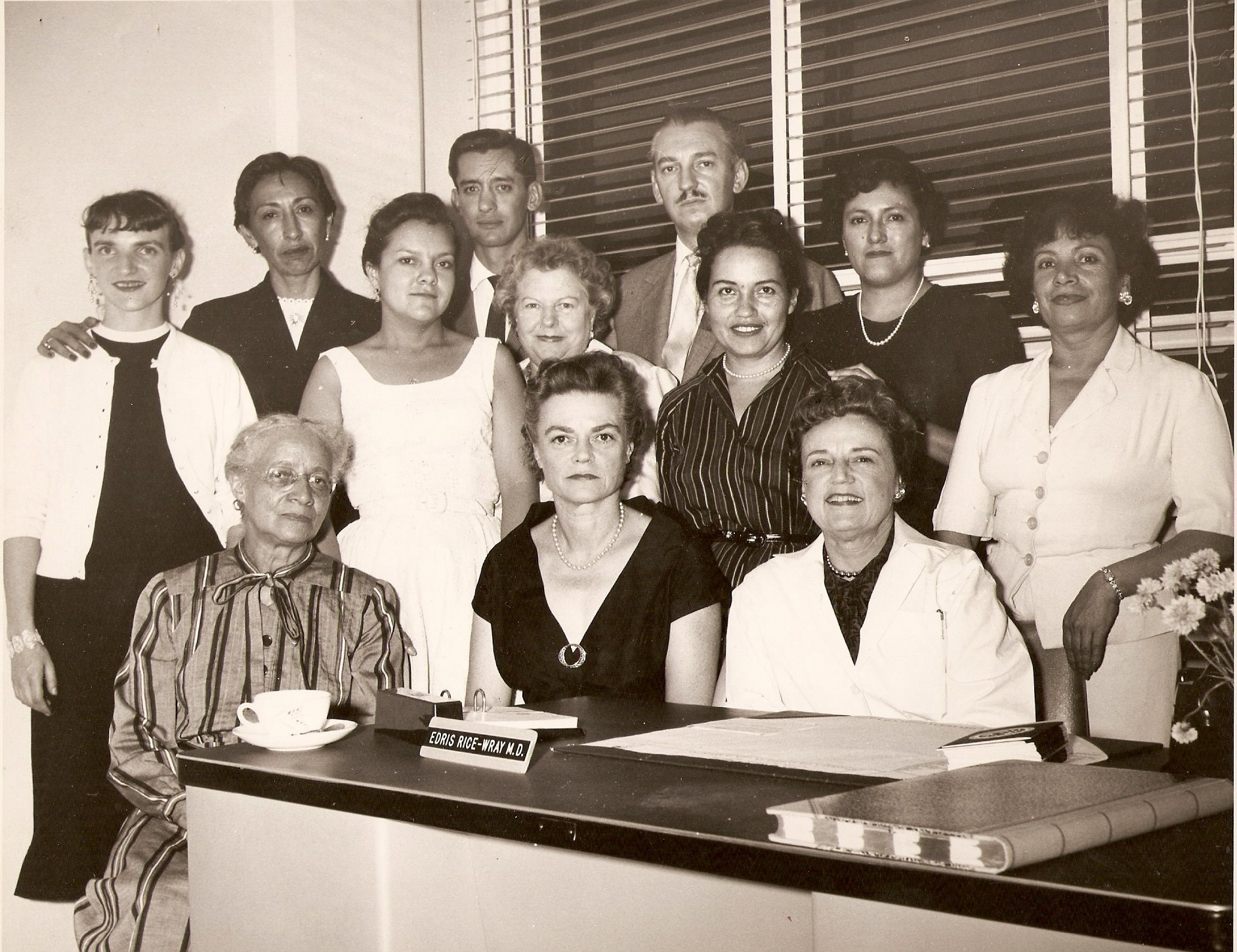
Rice-Wray amb el seu equip d'investigació

Va participar en els primers assajos clínics durant disset anys. En els inicis dels assajos, la píndola donava el cent per cent de protecció contra l'embaràs però causava reaccions secundàries i això feia que no fos acceptable, per la qual cosa va continuar treballant perquè la píndola fos una realitat i va buscar mètodes més eficaços per al control de la natalitat. El febrer de 1956, va accedir a supervisar un gran estudi sobre la píndola anticonceptiva realitzat per Gregory Pincus en la seva unitat de salut pública a Rio Piedras (Puerto Rico) i amb l'ajuda de la treballadora social Iris Rodríguez, va dur a terme un assaig clínic de la píndola anticonceptiva entre dones casades fèrtils d'un complex d'habitatges de renda baixa en el suburbi de San Juan.
Es va seleccionar Puerto Rico com a lloc per dur a terme els assajos clínics, perquè no hi havia clíniques de control de natalitat que assistissin les dones amb pocs recursos, les quals tenien un alt índex de natalitat (6,8 fills per dona). En l'assaig es van comparar 100 dones que es van sotmetre a la prova amb un grup de 125 usuàries de preservatius o diafragmes. De l'estudi en va resultar que les dones que estaven prenent correctament la píndola anticonceptiva no havien tingut ni un sol embaràs i que quan elles decidien podien quedar embarassades sense cap problema. A Puerto Rico va ser professora de l'Escola de Medicina i directora mèdica de l'Associació de Planificació Familiar. També va fer assajos clínics a Haití.
El 1957 l'ONU la va enviar a treballar a Mèxic, on va fundar el 1959 la primera Clínica de Planificació Familiar de Ciutat de Mèxic. Va ser directora de la Clínica Associación Pro-salud Maternal, fundada el 1963 a Ciutat de Mèxic.

La majoria de les dades clíniques inicials sobre la píndola anticonceptiva poden vincular-se als seus esforços i els dels seus col·laboradors fins que la píndola anticonceptiva va ser presentada a l'Administració d'Aliments i Medicaments i l'11 de maig de 1960, es va posar a la venda per primera vegada als EUA. En l'actualitat es considera que Margaret Sanger, Katharine McCormick i ella mateixa són les «mares» de la píndola anticonceptiva.

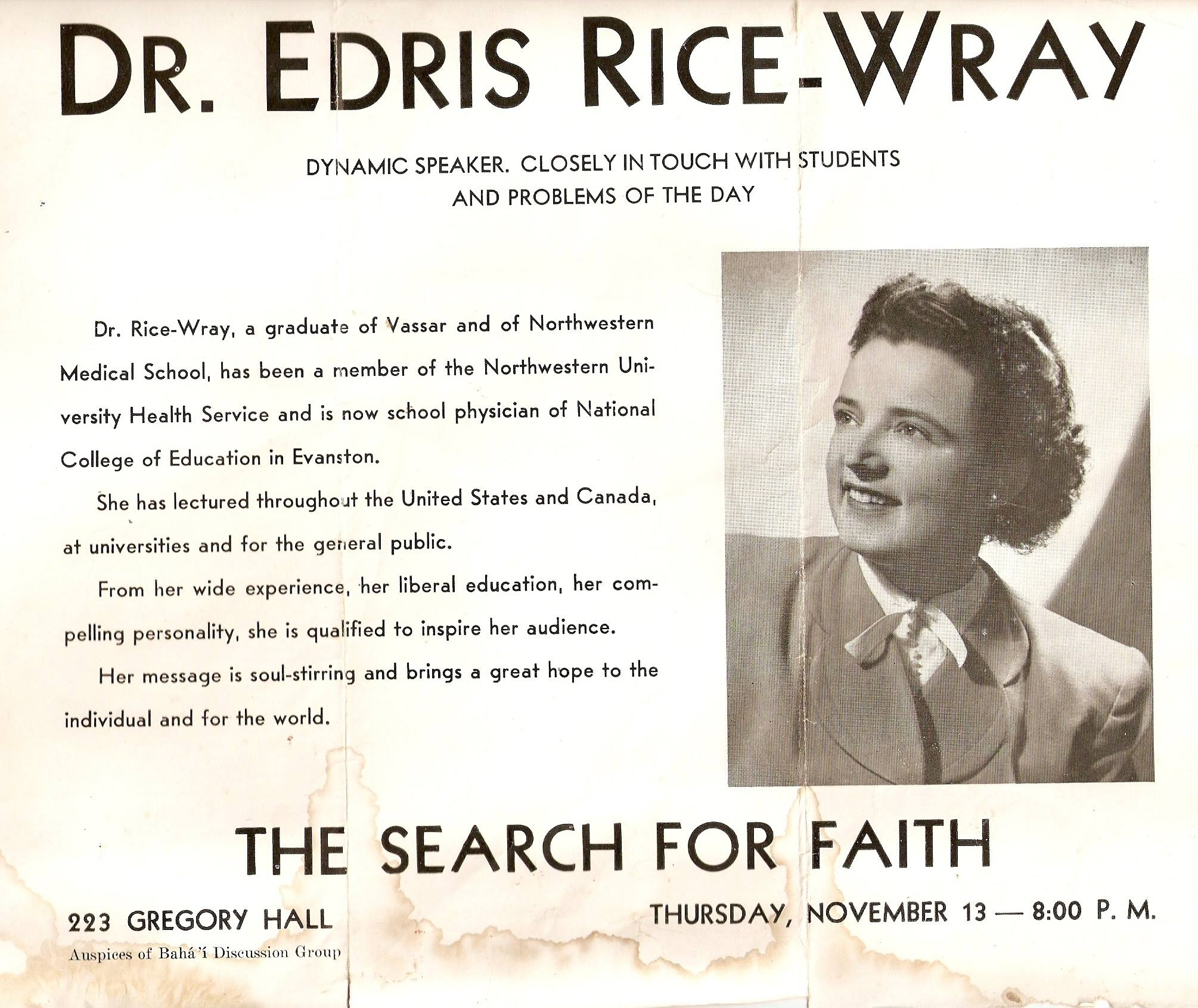
Diploma de la Vassar i Nothweastern a la Doctora Edris Rice-Wray

### Publicacions

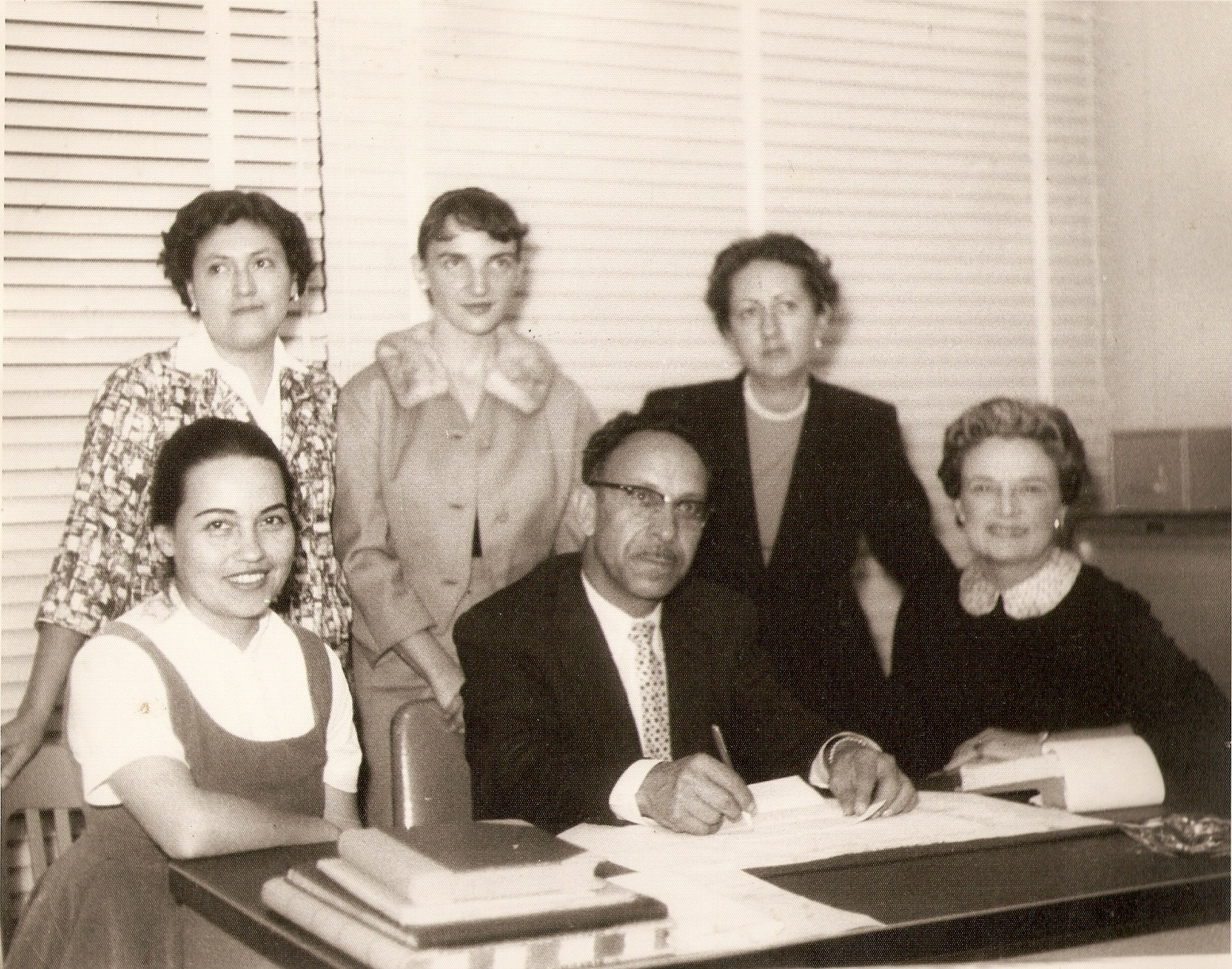
Clínical Association Pro-salud Maternal

Va escriure més de cinquanta publicacions sobre el control de la natalitat i va rebre diversos premis per la seva labor en la difusió de la píndola a Amèrica Llatina i per demostrar-ne l'eficàcia i beneficis; va ser consignatària de la Planned Parenthood Federation of America (Federació de Planificació Familiar dels Estats Units). Implicada en la salut pública i el benestar de la nació mundial, va impartir moltes conferències sobre «El valor de la píndola anticonceptiva», «La igualtat de l'home i de la dona», «La realitat dels mètodes anticonceptius», «El problema per a les mares que avorten», «El creixement demogràfic», «La població en els propers anys», etc. El 1965, juntament amb el president de la Clínica de Planificació Familiar dels EUA, Alan Guttmacher, va pronunciar una conferència sobre la problemàtica del creixement de la població i la demanda de serveis i productes alimentaris per a les nacions en el segle xxi.

## Darrers anys
A la dècada de 1970 es va traslladar a Puebla, en el municipi de Cholula, on va treballar com a professora en la UDLA en els camps de l'ecologia, l'antropologia i la demografia, i va seguir tenint consultes mèdiques ajudant i aportant coneixements a la medicina a San Pedro de Cholula i a San Andrés de Cholula incloent propaganda de l'ús de la píndola anticonceptiva. Durant els últims dies de la seva vida, va viure a Cholula. Va morir a casa seva, a San Andrés.

## Premis i reconeixements
Va rebre diversos premis per la seva tasca en la difusió de la píndola a Amèrica Llatina, i va ser consignatària de la Planned Parenthood Federation of America (Federació de Planificació Familiar dels Estats Units).
- 1967 premi al 'Coneixement, Saviesa i Coratge' de la Universitat de Míchigan
- 1971 el diari Wall Street Journal -Home Journal la va considerar com una de les 75 dones més importants dels EUA.
- 1978 premi Margaret Sanger.
- 1985 sòcia emèrita de l'Associació Mèdica de Cholula.[6]